# Dionisio Bardaxí y Azara
Dionisio kardinal Bardaxí y Azara, španski rimskokatoliški duhovnik, škof in kardinal, * 7. oktober 1760, Puyarruego, † 3. december 1826.

## Življenjepis
Leta 1785 je prejel duhovniško posvečenje.
8. marca 1816 je bil povzdignjen v kardinala in imenovan za kardinal-duhovnika Ss. XII Apostoli; 27. septembra 1822 je bil imenovan še za S. Agnese fuori le mura.